# Quispiña

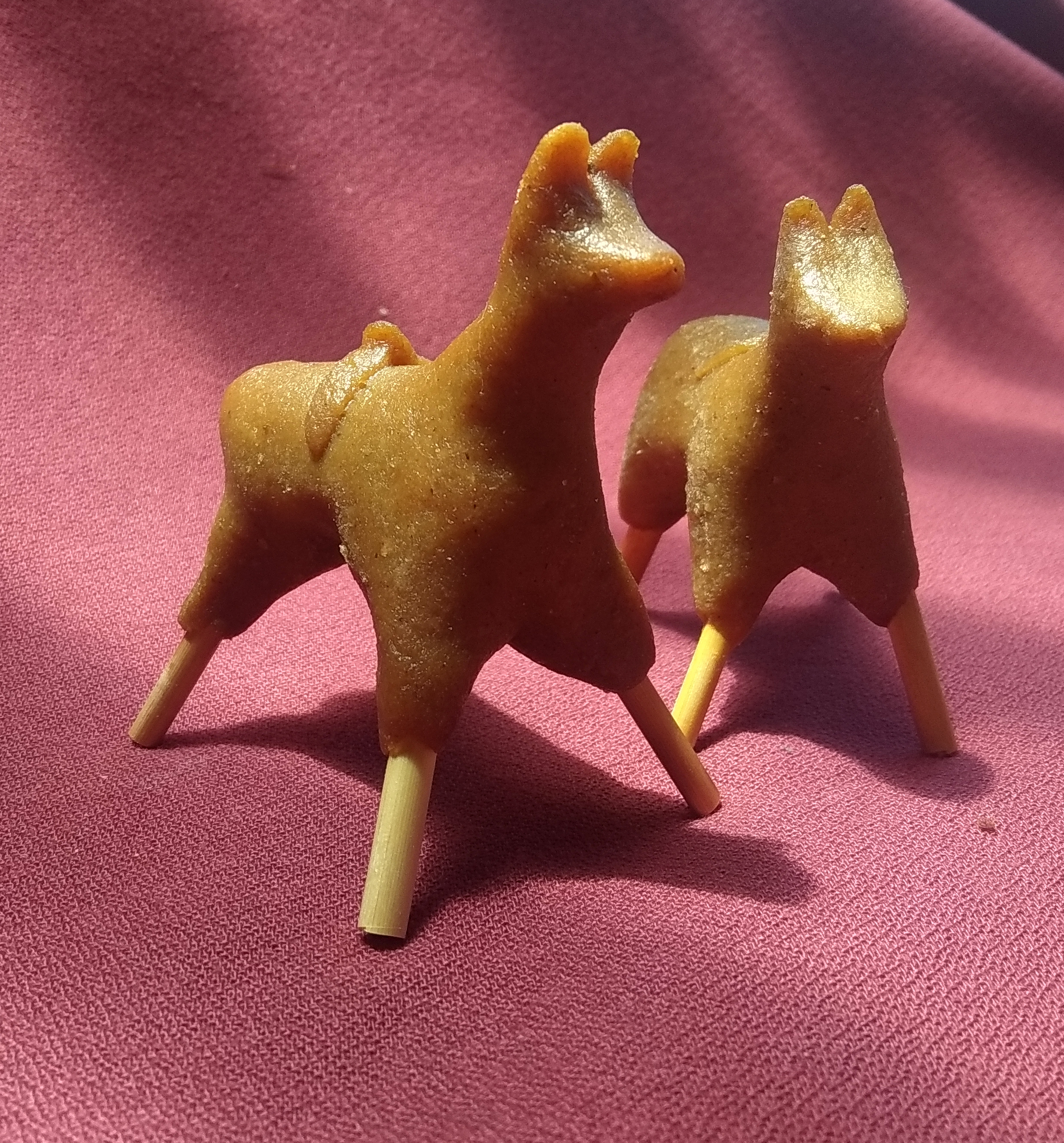
Llamas de quispiña de Todos Santos

Quispiña, kispiña, k'ispiña o quispiño es un aperitivo característico que se consume en la región del altiplano de Bolivia y Perú, es elaborado a base de granos de diferentes especies de quinua. Es típico en la gastronomía occidental boliviana y la del departamento peruano de Puno.

## Denominación
La quispiña deriva su nombre del verbo quechua k'ispiña, que significa arrugar, y puede deberse a que las galletas se amoldan al interior del puño como si se arrugara masa.

## Características
La quispiña es una especie de galleta húmeda o panecillo pequeño elaborada con masa de harina de quinua con diferentes niveles de molido: las hay de molido más menudo y más grueso.
Las poblaciones del altiplano llevan cultivando la quinua tradicionalmente, de modo que existen muchos platillos derivados entre los aimaras, chipayas, quechuas y otras naciones precolombinas, entre ellos se halla el pesk'e, la quispiña, buñuelos de quinua, pito de quinua y otros. La quispiña se consumía como merienda durante la época de cosecha.
La quinua  proporciona proteínas y minerales, colaborando con  el control del colesterol.
La quispiña tiene un color café y es de forma irregular, ya que se amolda con las manos, generalmente en el interior del puño cerrado.
Actualmente se puede adquirir en las comunidades productoras y las áreas urbanas de La Paz y El Alto y suele consumirse con las manos, acompañada de trozos de queso criollo. 
Durante la fiesta de Todos Santos suelen elaborarse figurillas de llamitas con esta masa, figurillas que junto a las tantawawas y otras figuras de pan deben acompañar a las almas de los difuntos en su regreso al inframundo.

## Preparación
Se hace un proceso de lavado de quinua repetidamente considerado con el fin de retirar las toxinas siendo la razón por el sabor amargo, seguidamente extendido en una manta bajo el sol, una vez seca, la quinua se muele con batanes transformando el grano de quinua en harina.
La harina de la quinua se pone a cocer junto a la cal para ablandarla, la masa resultante se amolda con la mano y se pone a cocer nuevamente, esta vez al vapor hasta alcanzar consistencia. En algunas localidades del altiplano peruano se le agrega anís y trocitos de queso. Por el alto valor nutritivo de la quinua, se han elaborado recetas alternativas para ser incluidas, por ejemplo, en el desayuno escolar del Municipio de La Paz; esta variación integra harina de maíz, huevo y leche.

## Variaciones
Aunque a nivel urbano es más popular la comercialización de la quispiña elaborada con quinua, en las comunidades productoras de cañahua y sus alrededores también se elabora con este grano.